# Intendant des finances
Gli Intendants des finances (lett. Intendenti delle Finanze), erano degli agenti ufficiali dell'amministrazione finanziaria della Francia sotto l'Ancien Régime.

## Funzioni
Gli "Intendant des finances" organizzano e controllano la riscossione delle imposte  dei possedimenti reali (il "domaine") ed assistono l'azione del Re in materia fiscale affiancando i "Parlamenti". 
Essi rettificano e aggiornano la Livre terrier del Re e ripartiscono le imposte dirette reali nei Pays d'élection. 
Esercitano la vigilanza fiscale sulle comunità di abitanti (città per esempio) e le strutture reali o clericale (fabbriche, scuole, abbazie...) e, in collaborazione con gli Intendant provinciali, possono adottare qualsiasi misura utile per il progresso economico (strade, gestione delle foreste, produzione, formazione...).
Meno di un ministro delle finanze, poiché essi sono incaricati ciascuno per un settore, anche con ripartizione a livello territoriale, sono più che un ministro dell'industria in quanto hanno in aggiunta il controllo fiscale.

## Storia
La carica di Intendente delle finanze fu creata nel 1552 come una "commissione" (come uno specifico incarico ben delimitato), da Enrico II, con l'incarico di sorvegliare le finanze reali durante i viaggi del re in Germania (cercò un'alleanza con i Principi protestanti contro Spagna e Inghilterra). 
Nel 1556, questi "Commissari" presero il nome di "Intendenti di finanza". 
Gli "Intendenti" formarono una sorta di Ministero delle finanze collegiale, ma non era raro che uno tra di loro prevalesse o anche, talvolta, nominato Sovrintendente della finanza.
Il numero degli "Intendenti di finanza" subisce cambiamenti significativi, passando da tre a sei verso la metà del XVI secolo e poi a dodici verso la metà del XVII secolo prima di ritornare a tre nel 1661. 
Gli "Intendants des finances" hanno ciascuno le competenze su un dipartimento territoriale (le antiche provincie reali); a partire dal 1661 si sono aggiunte competenze particolari, come strade e ponti, e le imposte dirette.
Nel 1690, gli "Intendants des finances" diventano degli ufficiali, sotto la direzione del Contrôleur général des finances (Controllore generale delle finanze). 
Questi era il titolare di una commissione revocabile in qualsiasi momento, in contrapposizione con gli "uffici" degli "Intendenti delle finanze": questi ultimi assicurando da parte loro, per la loro stabilità, la continuità dell'amministrazione delle finanze.
Come il "Contrôleur général", gli  "Intendants des finances" furono soppressi con la Polisinodia (1715-1718), ma ricreati nel 1722.
Nel 1777 furono nuovamente soppressi e le loro funzioni assegnate a dei Maître des requêtes, che hanno ricevuto nel 1787 alcuni incarichi (commissions) degli "Intendants des finances".

## Organizzazione
Gli "Intendants des finances" facevano parte di diritto del Consiglio delle parti, ma gli stessi non erano molto presenti. 
Due di loro ebbero lo scranno al Conseil royal des finances (Consiglio reale delle finanze, parte del Consiglio del Re di Francia).
Quasi tutti alla fine finirono per essere nominati Consiglieri di Stato.
Hanno goduto di una grande autonomia nell'esercizio delle loro funzioni nei propri "dipartimenti", corrispondendo direttamente con i Cancelliere di Francia, i Segretari di Stato, gli Intendant provinciali.
Si arrivò che gli "Intendenti di finanza" si incontrano informalmente per preparare i dossier da presentare al "Consiglio reale delle finanze", che de facto ha portato questi a sostituire le funzioni del Consiglio stesso.
Questa comune origine, combinata con la stabilità degli uni e l'instabilità dell'altro, tendeva ad offuscare la gerarchia che esisteva in principio tra il "Controllore generale" e gli "Intendenti di finanza". 
Ma anche se il rango di questi ultimi viene equiparato quasi ai "Segretari di Stato", non hanno avuto il privilegio - riservato al "Contrôleur général des finances" – di lavorare soprattutto con il Re. 
Loro importanza e il loro rango non cessano tuttavia di affermarsi fino al Regno di Luigi XV.
Ciascun "Intendant des finances" era a capo di un "dipartimento territoriale" che ricopre una serie coerente di funzioni: la tassazione; i ponti e le strade; i boschi e i possedimenti agricoli, ecc.

## "Intendant des finances" rimarchevoli
- Jean-Baptiste Colbert
- Jean-Baptiste Oudry
- Isaac Arnauld